# Дом архитектора Вегенера
Дом архитектора Вегенера — особняк в Ялте, построенный в 1903 году для себя по собственному проекту известным архитектором Оскаром Эмильевичем Вегенером. Находится в северной части Мордвиновского парка, современный адрес: Ялта, улица Свердлова, 38.

## История

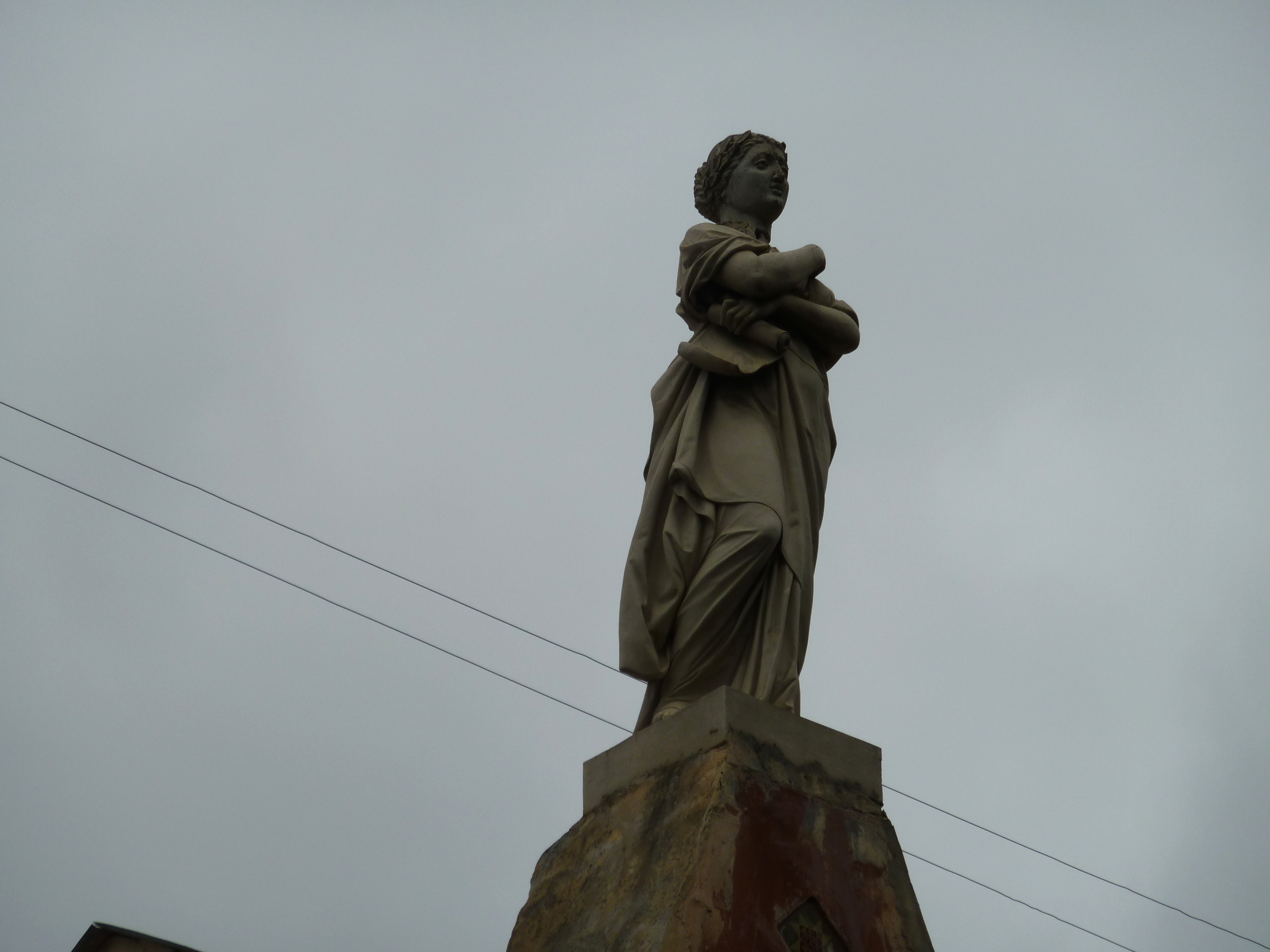
Скульптура на крыше.

Считается, что Оскар Вегенер прибыл в Ялту в 1893 году для участия в строительстве Массандровского дворца. Когда архитектор приобрёл участок под застройку в «Хорошей пустоши», неизвестно — возможно, это связано с руководством Вегенером строительством дворца графа Мордвинова в том же имении. Не установлены и точные сроки строительства дома — все осторожно относят его к концу XIX века.  
При проектировании и строительстве архитектор дал волю фантазии: размещённые на фасаде два вензеля-монограммы, с немецкими буквами «О» и «W» (первые буквы своих имени и фамилии), металлический герб на балконной решётке с изображением треугольника, циркуля, линейки и транспортира (некоторые усматривают в нём масонскую символику), небольшие декоративные окна в фоме градусника или замочной скважины, изящная печная труба, в архитектурных деталях некоторых углов особняка просматривается человеческая голова. Особый интерес исследователей вызывают скульптуры, украшающие крышу дома. По одной из версий, гипсовые скульптуры предназначались для парка и ограды Массандровского дворца, но, из-за перегруженности садово-парковой пластикой, оказались не нужны, и Вегенер каким-то образом заполучил их для своего дома. Но дело в том, что установленные в парке дворца гипсовые скульптуры пришли в негодность уже в 1910 году, а вегенеровские невредимы по сей день, поэтому высказывают предположение, что изготовлены они из высококачественного цемента, либо искусственного камня. Бытуют версии, что скульптуры сделаны из белого мрамора, или же в самом деле гипсовые.

## Послереволюции
16 декабря 1920 года приказом председателя Революционного комитета Крыма были изъяты «из частного владения как разных ведомств, так и частных лиц все имения Южного берега Крыма в районе от Судака до Севастополя включительно». По общепринятой версии особняк Вегенера был превращён в жилой дом на несколько квартир. Со временем в здании были произведены существенные переделки, несколько исказившие первоначальный облик, но тем не менее сохранность памятника признаётся удовлетворительной. В справочнике «Памятники Ялты» фотография особняка Вегенера подписана, как «Корпус № 11 санатория Министерства обороны СССР».